# 梁家湾水库
梁家湾水库是中国山西省长治市沁县境内的一座水库，建于1960年。水库正常库容为105万立方米，平均水深为2.70米，集雨面积为28平方千米，海拔为960米。